# 施韦格霍芬
施韦格霍芬是德国莱茵兰-普法尔茨州的一个市镇。总面积11.23平方公里，总人口568人，其中男性285人，女性283人（2011年12月31日），人口密度51人/平方公里。